# アンソニー・ヴィヴィアン (第5代ヴィヴィアン男爵)
第5代ヴィヴィアン男爵アンソニー・クレスピニー・クロード・ヴィヴィアン（Anthony Crespigny Claude Vivian, 5th Baron Vivian、1906年3月4日 - 1991年6月24日）は、イギリスのインプレサリオで、レストラン経営者である。1954年にメイビス・ウィーラーに腹部を撃たれたことで世間に知られるようになった。

## 生涯
1906年3月4日に、第4代ヴィヴィアン男爵ジョージ・クレスピニー・バラバゾン・ヴィヴィアンとバーバラ・ファニングの間に生まれた。
1952年に、ロンドンのヨーク公劇場でジョン・クレメンツと共に"The Happy Marriage"のプロデューサーを務めた。
1940年12月28日から1991年6月24日に亡くなるまで、貴族院議員を務めた。任期中、議会で90回の演説を行った。最初に行った演説は1967年3月13日、最後の演説は1984年4月4日だった。

## メイヴィス・ウィーラー
1954年、ヴィヴィアンはタブロイド紙で大きく取り上げられることになった。ヴィヴィアンは、モーティマー・ウィーラーやホレス・ド・ヴィアー・コールの元妻であり、オーガスタス・ジョンの愛人だったメイヴィス・ウィーラー(Mavis Wheeler)に腹部を撃たれ、メイヴィスは6か月間投獄された。
公判での検察の主張によれば、メイヴィスはヴィヴィアンを熱烈に愛し、ヴィヴィアンが他の女性に注意を払うことに嫉妬していた。そして、その嫉妬が原因で、1954年7月30日、ウィルトシャー・ポッターンにあるカントリーコテージで、メイヴィスはヴィヴィアンを殺すつもりで3インチの距離から腹部を撃ったという。

## 家族
ヴィヴィアンは1930年3月8日にヘンリー・ジェラルド・ローレンス・オリファント大尉の娘のヴィクトリア・ルース・メアリー・ロザムンド・オリファント(Victoria Ruth Mary Rosamund Oliphant)と結婚した。1985年に死別した。
2人の間には以下の3人の子供がいた。
- サリー・アン・マリー・ガブリエル・ヴィヴィアン（Sally Anne Marie Gabrielle Vivian、1930年9月11日 - ）
- 第6代ヴィヴィアン男爵ニコラス・クレスピニー・ローレンス・ヴィヴィアン（英語版）（Nicholas Crespigny Laurance Vivian, 6th Baron Vivian、1935年12月11日 - 2004年2月28日）
- ヴィクター・アンソニー・ラルフ・ブラバゾン・ヴィヴィアン（Victor Anthony Ralph Brabazon Vivian、1940年3月26日 - ）